# Klaus-Christian Fischer
Klaus-Christian Fischer (* 30. April 1938 in Chemnitz) ist ein deutscher Diplomingenieur und ehemaliger Parteifunktionär der DDR-Blockpartei NDPD. Er war Volkskammerabgeordneter  in der DDR und Staatssekretär der Regierung Modrow. Anschließend arbeitete er bis zur Rente für den Deutschen Industrie- und Handelskammertag.

## Leben
Fischer wurde als Sohn eines Angestellten in Chemnitz geboren. Nachdem er die Oberschule 1956 erfolgreich mit dem Abitur beendet hatte, absolvierte er bis zum Studienbeginn 1957 zunächst ein Berufspraktikum als Stahlschmelzer in einer Gießerei. Anschließend studierte er bis 1962 an der Bergakademie Freiberg Gießereikunde. 
Der studierte Diplomingenieur erhielt danach eine Beschäftigung im VEB Leichtmetallwerk Rackwitz, einem der wenigen Verarbeitungsbetriebe für Aluminium in der DDR. Noch während des Studiums war Fischer 1961 Mitglied der NDPD geworden. In Rackwitz begann Fischer zunächst als wissenschaftlicher Mitarbeiter und Forschungsingenieur, später wurde er zum Bereichsleiter für Forschung und in der Funktion zum stellvertretenden technischen Direktor ernannt. Unterbrochen wurde die Tätigkeit von Fischer, die bis 1970 in Rackwitz währte, von einer außerplanmäßigen Aspirantur zwischen 1963 und 1967 an der Freiberger Bergakademie. Fischer forschte dabei zum Werkstoff Aluminium, was in der Dissertation Thermische Bedingungen des Halbzeuggusses von Aluminium mündete. Mit dieser wurde er im Juni 1967 promoviert. 
1970 wechselte Fischer zum VEB Leichtmetallwerk Nachterstedt, einer neu aufzubauenden Aluminiumgießerei des Mansfeld-Kombinates. Dort wurde Fischer als Technischer Direktor eingestellt. In der Folge war Fischer unter anderem an der Errichtung einer Aluminiumgussanlage beteiligt, die das Breitbandgießen für hochwertige Halbzeuge ermöglichte. Dieser Aufbau erfolgte in Kooperation mit sowjetischen Partnern. Für diese Aufbauleistung wurde ein Kollektiv aus deutschen und sowjetischen Mitarbeitern, dem Fischer angehörte, 1973 mit dem Nationalpreis der DDR II. Klasse für Wissenschaft und Technik geehrt, was die Bedeutung dieser Anlage für die Volkswirtschaft der DDR unterstrich. Dem Betrieb gehörte Fischer bis zum Sommer 1989 an, parallel dazu begann er sich parteipolitisch stärker zu engagieren. 
1972 wurde er Mitglied des NDPD-Bezirksvorstandes Halle, dem er bis 1984 angehörte. Ab 1975 wirkte er im NDPD-Kreisvorstand Aschersleben, zunächst als Mitglied, ab 1977 führte er den Kreisverband als Vorsitzender bis zur politischen Wende in der DDR im Herbst 1989. Auf dem 12. NDPD-Parteitag im April 1982 wählten die Delegierten Fischer in den NDPD-Hauptausschuss, dem höchsten regelmäßig tagenden Parteigremium zwischen den Parteitagen. 1986 kandidierte Fischer erstmals als Volkskammerabgeordneter für seine Partei. Das Mandat übte er über die gesamte 9. Wahlperiode aus. 
Im Sommer 1989 verließ Fischer Nachterstedt und wechselte in den Ministerrat der DDR. Mit Wirkung vom 1. Juli 1989 wurde er zum stellvertretenden Minister für Leichtindustrie ernannt (Nachfolger des im Januar 1989 verstorbenen Waldemar Harz). Als am 7. November 1989 der Ministerrat der DDR um Willi Stoph geschlossen zurücktrat, war Fischers Fachwissen dennoch weiterhin gefragt. In der neuen Regierung Modrow holte ihn sich die stellvertretende Vorsitzende des Ministerrates und Wirtschaftsministerin Christa Luft am 27. November 1989 als Staatssekretär in ihr Haus. Auch parteipolitisch rückte Fischer nochmals in den Fokus. Auf dem 14. Parteitag im Januar 1990 wurde er zu einem von drei Stellvertretern des Parteivorsitzenden gewählt. Wenig später kandidierte Fischer zu den Volkskammerwahlen vom 18. März 1990 als Spitzenkandidat seiner Partei im Wahlbezirk Halle. Bei der Wahl konnte er eines von nur zwei NDPD-Mandaten erringen und vertrat seine Partei in der Volkskammer bis zum Oktober 1990. 
Als die NDPD dem Bund Freier Demokraten (BFD) beitrat, wurde Fischer einer der stellvertretenden Vorsitzenden des BFD. Im August ging dann dieses Wahlbündnis in der FDP auf, der Fischer noch bis 1993 angehörte. Auch in der Regierung de Maizière kam Fischer zunächst unter, er war bis Juli 1990 als Abteilungsleiter für Mittelstandspolitik im Wirtschaftsministerium unter Minister Gerhard Pohl tätig. Dann wechselte Fischer zum Deutschen Industrie- und Handelskammertag (DIHT), der von nun an bis zur Rente seinen weiteren Berufsweg bestimmte. Fischer war am Aufbau von Strukturen des DIHT in der DDR beteiligt. Er leitete die Verbindungsstelle Berlin des Deutschen Industrie- und Handelstags und war bis 2003 Geschäftsführer der IHK-Gesellschaft zur Förderung der Außenwirtschaft und der Unternehmensführung mbH in Berlin, einer Tochter des DIHT. Zudem leitete er zwischen 1998 und 2003 das Referat Fördermittelkoordinierung des DIHT.

## Auszeichnungen
- 1967 Orden Banner der Arbeit Stufe I
- 1973 Nationalpreis der DDR II. Klasse für Wissenschaft und Technik
- Verdienstmedaille der DDR